# プソング・リガウ
『プソング・リガウ』（タガログ語: Pusong Ligaw）は、フィリピンのテレビドラマ。ABS-CBNで2017年4月24日から2018年1月12日まで放送された。
タイトルの意味は「失われた心」。

## 登場人物
テレサ「テリ/テッサ」マグバヌア・ラウレル
演：ビューティー・ゴンザレス
マーガレット「マルガ」ディマアワ
演：ビアンカ・キング
ヴィダ・D・ヴェルダデロ
演：ソフィア・アンドレス
ラファエル・ミラクロ「ポットポット」M.セルバンテス
演：ディエゴ・ロイザガ
ラファエル「ラファ」M・ローレル
演：エンツォ・ピネダ
カリート「カロイ」セルバンテス
演：ジョーム・バスコン
ハイメ・ラウレル
演：レイモンド・バガシング